# John Endecott
John Endecott (nacido antes del 1601-15 de marzo de 1664/5), también escrito Endicott, fue un magistrado colonial inglés, soldado y primer gobernador de la Colonia de la bahía de Massachusetts. Durante todos sus años en la colonia con excepción de uno, ocupó algún puesto de alto rango civil, judicial, o militar. Estuvo 16 años en total como gobernador, incluidos la mayor parte de los últimos 15 años de su vida; siendo el período de servicio más extenso de todos los gobernador coloniales. También desempeño otros cargos importantes representando a la colonia como parte de la New England Confederation, y fue uno de los impulsores de expandir el asentamiento de Salem, Massachusetts y otras partes de Essex County.
Endecott era un puritano celoso y apasionado, con actitudes separatistas hacia la iglesia anglicana. Esta característica a veces lo enfrentaba con posiciones noconformistas que predominaban entre los líderes iniciales de la colonia, lo que quedó en evidencia cuando le dio refugio al separatista Roger Williams. Endecott también sostenía que las mujeres debían vestirse de manera modesta y que los hombres debían tener el pelo corto, y emitió decisiones judiciales prohibiendo a individuos que tuvieran ideas religiosas que no se ajustaran con las que tenían los puritanos. Modificó la bandera inglesa porque consideró que la Cruz de San Jorge como un símbolo del papado, y condenó a muerte a cuatro Cuáqueros por regresar a la colonia luego de haber sido expulsados. Se considera que la expedición que lidera en 1636 fue la ofensiva que desató la guerra Pequot, que prácticamente destruyó por completo a la tribu Pequot.
En una de sus propiedades Endecott se dedicaba a cultivar árboles frutales; un árbol de peras que plantó aun vive en Danvers, Massachusetts. También realizó uno de los primeros intentos de desarrollar la minería en las colonias cuando se descubre mineral de cobre en sus tierras. Su nombre se encuentra grabado en una roca en el Lago Winnipesaukee, que fuera tallada en 1652 por los agrimensores enviados para identificar la frontera norte de la colonia de Massachusetts. 